# Gombe (commune)
Gombe – gmina (fr. commune) w dystrykcie Lukunga w Kinszasie, stolicy Demokratycznej Republiki Konga.
Jest handlowym i biznesowym centrum miasta. Ma tu siedzibę wiele instytucji administracyjnych oraz finansowych.
Od północy jest ograniczona przez bieg rzeki Kongo, a na południu przez aleję Sierżanta Moke, aleję Mont des Arts oraz aleję Rwakadingi.
Na terenie gminy położony jest Pałac Narodu będący rezydencją prezydenta Demokratycznej Republiki Konga.